# Futbolen Klub Strumska Slava Radomir
Il Futbolen Klub Strumska Slava Radomir (in bulgaro Футболен Клуб Струмска слава Радомир?), meglio noto come Strumska Slava, è una società calcistica bulgara con sede nella città di Radomir. Milita nella Vtora liga, la seconda serie del campionato bulgaro di calcio. È stata fondata nel 1927 e ha come colori sociali il rosso e il blu.

## Organico

### Rosa 2022-2023
Aggiornata al 1º maggio 2023.
| N. |                     | Ruolo | Calciatore                  |
| -- | ------------------- | ----- | --------------------------- |
| 2  | Bulgaria (bandiera) | C     | Borislav Nikolov (capitano) |
| 4  | Bulgaria (bandiera) | D     | Antonio Arsov               |
| 5  | Bulgaria (bandiera) | D     | Martin Kostov               |
| 7  | Bulgaria (bandiera) | A     | Tsvetomir Tsanev            |
| 8  | Bulgaria (bandiera) | D     | Georgi Yanev                |
| 9  | Bulgaria (bandiera) | A     | Kris Valchinov              |
| 10 | Bulgaria (bandiera) | C     | Aleksandar Zlatkov          |
| 11 | Bulgaria (bandiera) | D     | Denislav Mitsakov           |
| 12 | Bulgaria (bandiera) | P     | Dragomir Petkov             |
| 13 | Bulgaria (bandiera) | C     | Adrian Danchev              |
| 14 | Bulgaria (bandiera) | D     | Dimitar Stoyanov            |
| 16 | Bulgaria (bandiera) | C     | Ivaylo Stoyanov             |

| N. |                     | Ruolo | Calciatore          |
| -- | ------------------- | ----- | ------------------- |
| 17 | Bulgaria (bandiera) | A     | Steven Kirilov      |
| 18 | Bulgaria (bandiera) | C     | Georgi Stanimirov   |
| 19 | Bulgaria (bandiera) | A     | Simeon Dimitrov     |
| 20 | Bulgaria (bandiera) | C     | Kristiyan Kitov     |
| 21 | Bulgaria (bandiera) | C     | Konstantin Bogdanov |
| 22 | Colombia (bandiera) | D     | David Anuglo        |
| 71 | Bulgaria (bandiera) | C     | Tomas Dobrev        |
| 77 | Bulgaria (bandiera) | D     | Mario Dilchovski    |
| 91 | Bulgaria (bandiera) | D     | Kostadin Iliev      |
| 99 | Bulgaria (bandiera) | P     | Vasil Valchev       |
|    | Bulgaria (bandiera) | A     | Chavdar Dimitrov    |